# Макнелли, Рэнди
Джеймс Рэнд Макне́лли (англ. James Rand McNally; род. 30 января 1944 года, Дедем) — американский политик и член Сената Теннесси от Республиканской партии. Он является 50-м вице-губернатором штата Теннесси с января 2017 года и одним из самых старых по возрасту действующих вице-губернаторов США.. Он представляет 5-й Сенатский округ, который включает округа Андерсон, Лаудон, Монро и часть округа Нокс.

## Ранняя жизнь и образование
Родился в семье физика и выпускника Массачусетского технологического университета Рэнда Макнелли. В 4-летнем возрасте переехал вместе с семьёй из Массачусетса в Ок-Ридж, служебному месту участию отца в Манхэттенском проекте. Окончил среднюю школу Ок-Риджа в 1962 году, получил степень бакалавра в Университете Мемфиса в 1967 году и окончил фармацевтический колледж университета Теннесси в 1969 году.

## Карьера
Начиная с конца 1960-х годов работал фармацевтом в сетевых аптеках. С 1978 года работал фармацевтом в Методистском медицинском центре в Ок-Ридже.
Работает в Генеральной Ассамблее Теннесси с 1979 года. Он был избран в состав 91-94-й Генеральной Ассамблеи в качестве члена Палаты представителей штата Теннесси. Он был ключевой фигурой в операции Rocky Top investigation в конце 1980-х годов, когда он работал под прикрытием, чтобы помочь Федеральному бюро расследований и бюро расследований Теннесси получить доказательства о политической коррупции в правительстве штата Теннесси.
В 1987 году он перешел в Сенат штата на 95-ю Генеральную Ассамблею и с тех пор непрерывно там служит. Ранее он занимал пост председателя Комитета Сената по финансам, путям и средствам. Бывший заместитель председателя Комитета по регламенту и бывший член Сенатского комитета по социальному обеспечению и совместного подкомитета фискальной проверки договора услуг.
Был кандидатом на пост вице-губернатора и спикера Сената в 2006 году, но республиканец Рон Рэмси был избран на эту должность. На следующих губернаторских выборах был среди кандидатов от Республиканской партии, но проиграл предварительные внутрипартийные выборы Биллу Хэслему. В ноябре 2016 года он был избран в Сенат штата Теннесси, став его спикером. В 2018 году был переизбран в Сенат по 5 округу, набрав 71,8 % голосов против 28,2 % у демократа Стюарта Старра. В 2020 году был переизбран в Сенат по 5 округу, набрав 71,41 % голосов против 24,43 % у демократа Джеффа Ярбро. После переизбрания Уильяма Ли на выборах 2022 года стал спикером Сената штата на новый срок.

## Личная жизнь
Живёт в Ок-Ридже. Жена — Дженифер. Двое дочерей — Мэгги и Мелисса. Внуки — Хейли, Трент и Морган.

### Скандал в Instagram
В марте 2023 года сообщалось, что Макнелли использовал свой верифицированный аккаунт в Instagram, чтобы «лайкать» и комментировать посты в социальных сетях с сексуальным подтекстом на аккаунте 20-летнего гея. Различные ЛГБТ группы критиковали Макнелли и обвиняли его в лицемерии из-за его поддержки социально консервативных законов, включая Закон Теннесси о развлечениях для взрослых. Представитель Макнелли заявил, что ему «нравится общаться с избирателями и жителями Теннесси всех религий, происхождения и ориентаций в социальных сетях» и что он «не намерен останавливаться».
Примерно через неделю представитель штата Тодд Уорнер опубликовал заявление, в котором призвал Макнелли уйти в отставку и обвинил его в том, что он — извращенец. На заседании фракции Республиканской партии в Сенате было принято решение оставить Макнелли на посту спикера.